# أليكساندر مارتن
أليكساندر مارتن (بالفرنسية: Albert L'Ouvrier)‏ هو سياسي فرنسي، ولد في 24 أبريل 1815 في فرنسا، وتوفي في 28 مايو 1895 في فرنسا. انتخب نائب فرنسي.